# Kumba japonica
Kumba japonica és una espècie de peix de la família dels macrúrids i de l'ordre dels gadiformes.

## Morfologia
- Els mascles poden assolir 17,6 cm de llargària total.[2][3]

## Hàbitat
És un peix d'aigües profundes que viu entre 550-710 m de fondària.

## Distribució geogràfica
Es troba al sud del Japó i al sud-oest de Taiwan.